# ليوناردو غريكو
ليوناردو غريكو (بالإيطالية: Leandro Greco)‏ (19 يوليو 1986 روما إيطاليا - ) هو لاعب كرة قدم إيطالي، يلعب كلاعب وسط.

## روابط خارجية
- ليوناردو غريكو على موقع الاتحاد الأوربي (الإنجليزية)
- ليوناردو غريكو على موقع قاعدة بيانات كرة القدم.إي يو (الإنجليزية)
- ليوناردو غريكو على موقع Soccerway.com (الإنجليزية)
- ليوناردو غريكو على موقع عالم كرة القدم.نت (الإنجليزية)
- ليوناردو غريكو على موقع AS.com (الإسبانية)